# Dwarka
Dwarka (phát âmⓘ) là một thành phố và khu đô thị của huyệ̣n Jamnagar thuộc bang Gujarat, Ấn Độ.

## Địa lý
Dwarka có vị trí 22°14′B 68°58′Đ / 22,23°B 68,97°Đ Nó có độ cao trung bình là 0 mét (0 feet).

## Nhân khẩu
Theo điều tra dân số năm 2001 của Ấn Độ, Dwarka có dân số 33.614 người. Phái nam chiếm 53% tổng số dân và phái nữ chiếm 47%. Dwarka có tỷ lệ 64% người biết đọc biết viết, cao hơn tỷ lệ trung bình toàn quốc là 59,5%: tỷ lệ cho phái nam là 72%, và tỷ lệ cho phái nữ là 55%. Tại Dwarka, 13% dân số nhỏ hơn 6 tuổi.